# Chrysolina carpathica
Chrysolina carpathica é uma espécie de artrópode pertencente à família Chrysomelidae.